# Mokha
Mokha, o anche Mokhā, Moca e Mocha (in arabo المخا‎?, al-Mukhā), è una città dello Yemen, porto sulle coste del Mar Rosso. Fino al XIX secolo, quando fu soppiantata da Aden e da al-Hudayda, Moca era il principale porto dello Yemen.
Rinomata per essere stata il maggior mercato del caffè dal XV al XVII secolo, da questa città è derivato anche il nome della famosa qualità di caffè moca e dell'omonima macchinetta. Infatti, anche dopo che furono trovati altri luoghi per la coltivazione del caffè, i chicchi provenienti da Moca continuano tuttora a essere universalmente apprezzati per il loro forte profumo.
Secondo le notizie riportate dal gesuita Jerónimo Lobo, che viaggiò nel Mar Rosso nel 1625, la città acquistò importanza nel periodo della dominazione turca (eyalet dello Yemen).

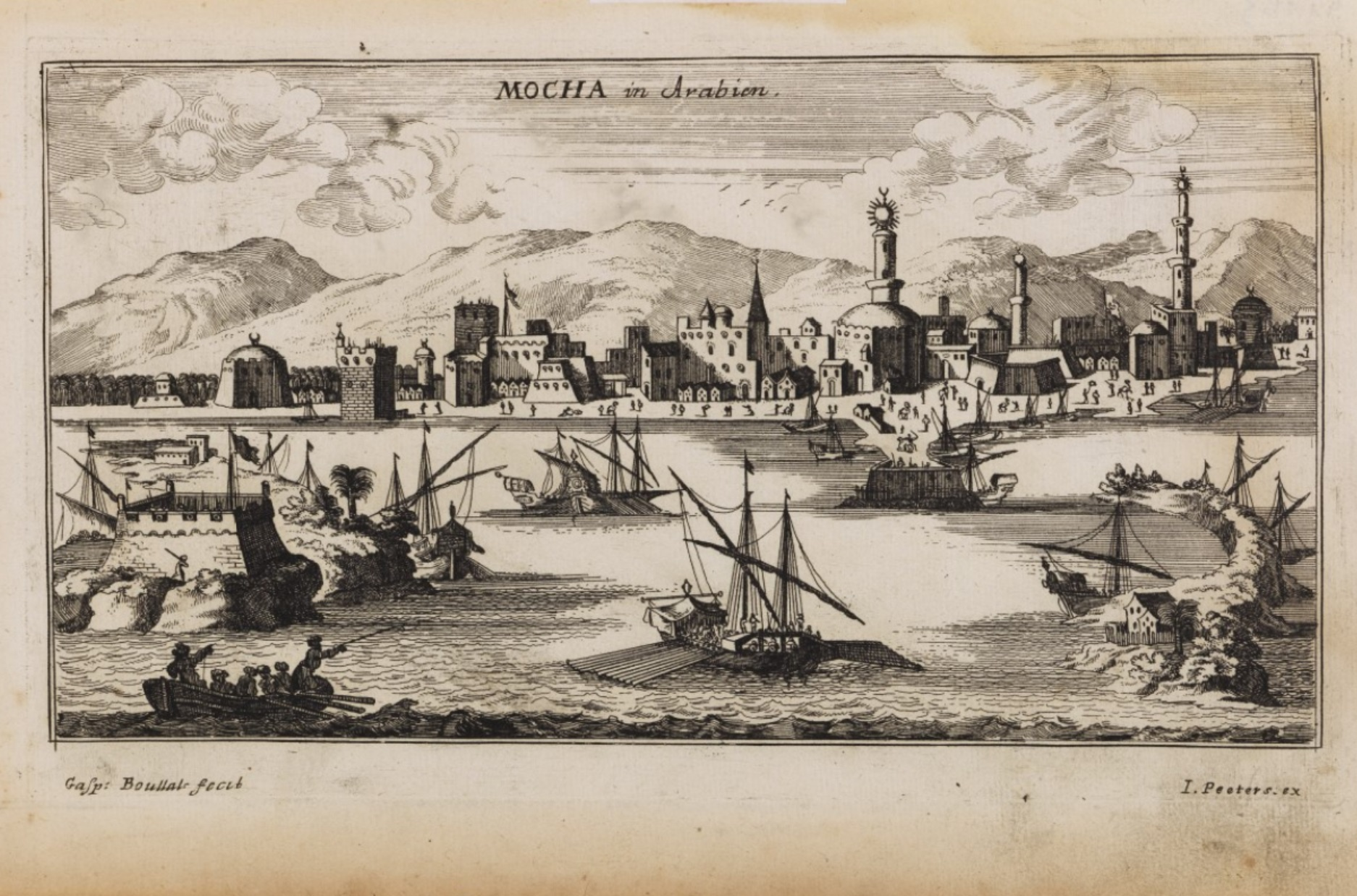
Moca in una stampa del 1692